# 오토 호프만

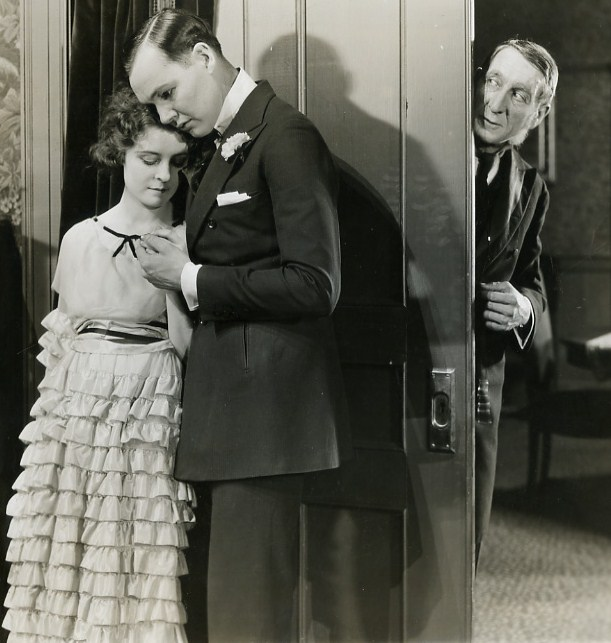

오토 호프만(Otto Hoffman, 1879년 5월 2일 ~ 1944년 6월 23일)은 미국의 배우, 영화배우이다.
브루클린에서 태어났으며 우들랜드힐스에서 사망하였다. 사인은 폐암이다.

## 영화
- 더 휴먼 코미디 (1943년)
- 미이라의 무덤 (1942년)
- 프랑켄슈타인의 유령 (1942년)
- 아이 매리드 언 엔젤 (1942년)
- 수줍은 독신남 (1942년)
- 파랑새 (1940년)
- 럭키 파트너 (1940년)
- 바르바리 해안 (1935년)
- 키드 밀리언스 (1934년)
- 명절에 나타난 저승사자 (1934년)
- 나이트 플라이트 (1933년)
- 투 세컨드 (1932년) - S.J. 피터스 저스티스 오브 더 피어스 역
- 형법 체계 (1931년)
- 온 위드 더 쇼! (1929년)
- 사막의 노래 (1929년)
- 더 이글 (1925년)